# Mohamed bin Thani
El jeque Mohamed bin Thani, también conocido como Mohammed bin Thani (en árabe: محمد بن ثاني‎; c. 1788 - 18 de diciembre de 1878), y como Mohammed bin Thani bin Mohammed Al Thamir (en árabe: محمد بن ثاني بن محمد آل ثامر‎), fue el primer Hakim (gobernante) de toda la Península de Catar, siguiendo a su predecesor, su padre, el líder tribal Sheikh Thani bin Mohammed Al Thamir. 
Es conocido por ser el padre del jeque Jassim bin Mohammed Al Thani, 2º Emir y fundador de Catar, y por que se defendió del ejército otomano a finales del siglo XIX. Una de las principales calles que rodean el actual palacio real de Doha, llamado Amiri Diwan, lleva su nombre.

## Primeros años y gobierno
El jeque Mohamed bin Thani nació en Fuwayrit, Catar, de su padre y predecesor en el trono, el jeque Thani bin Mohammed Al Thamir (nacido en Zubarah), siendo el jeque Mohamed el segundo hijo mayor de su padre, junto con sus cuatro hermanos:
1. Jeque Thamir bin Thani bin Mohammed Al Thamir
2. Jeque Eid bin Thani bin Mohammed Al Thamir
3. Jeque Ali bin Thani bin Mohammed Al Thamir
4. Jeque Ahmad bin Thani bin Mohammed Al-Thamir

Tras una larga vida en Fuwayrit, la familia Al Thani se trasladó finalmente en 1847 de Fuwayrit a Doha, capital y estado de Catar, bajo el liderazgo del jeque Mohamed, que tenía entonces 59 años.
Su padre murió más tarde, en 1860, cuando le sucedió en el trono. A principios de la década de 1860, el jeque Mohamed se convirtió en la figura más importante de Catar y en un importante funcionario del gobierno del Golfo Pérsico. Abdicó, debido a su avanzada edad, como emir de Catar en 1876, cediendo el trono a su hijo mayor, el jeque Jassim bin Mohammed Al Thani.

## Eventos durante su reinado
- El jeque Mohamed extendió su influencia por toda la península de Catar y reforzó su posición en el exterior mediante una alianza con Faisal Bin Turki, emir de la segunda Estado saudí, quien visitó Catar a principios de 1851.
- El 12 de septiembre de 1868, el jeque Mohamed firmó un tratado con el coronel Lewis Pelly, residente británico en el Golfo Pérsico, por el que se reconocía la independencia de Catar.
- En 1871, el jeque Mohamed hizo una petición de protección contra cualquier ataque exterior a los otomanos en Al Hasa. Sin embargo, fueron los otomanos quienes mostraron hostilidad hacia los cataríes en la misma década de su súplica.[2]

## Hijos
Sheikh Mohammed tuvo 8 hijos: seis varones (enumerados a continuación) y dos hijas, ambos con nombres desconocidos.
| N.º | Nombre                               | Posición en el Gobierno   | Año de nacimiento | Año de fallecimiento     |
| --- | ------------------------------------ | ------------------------- | ----------------- | ------------------------ |
| 1   | Jeque Jassim bin Mohammed Al Thani   | Emir de Catar (1876–1913) | c. 1825           | 1913                     |
| 2   | Jeque Ahmed bin Mohammed Al Thani    | Jeque de Doha             | 1853              | 1905                     |
| 3   | Jeque Fahad bin Mohammed Al Thani    | Ninguno                   | Desconocido       | Fallecido prematuramente |
| 4   | Jeque Eid bin Mohammed Al Thani      | Ninguno                   | Desconocido       | Fallecido prematuramente |
| 5   | Jeque Jabor bin Mohammed Al Thani    | Ninguno                   | 1878              | 1934                     |
| 6   | Jeque Thamir bin Mohammed Al Thani   | Ninguno                   | Desconocido       | Desconocido              |
| 7   | Jequesa Rowda bint Mohammed Al Thani | Ninguno                   | Desconocido       | Desconocido              |
| 8   | Jequesa ... bint Mohammed Al Thani   | Ninguno                   | Desconocido       | Desconocido              |

## Muerte
El jeque Mohamed murió dos años después de abdicar del trono en 1876. Murió de muerte natural el 18 de diciembre de 1878. Como recuerdo, es un día nacional en Catar.